# Molnár Kálmán (jogász)
Marcsamagyari Molnár Kálmán (Nagyvárad, 1881. április 7. – Budapest, 1961. március 29.) magyar jogász, közjogász, jogtudós, egyetemi tanár, közíró, politikus, a Magyar Tudományos Akadémia levelező tagja.

## Élete

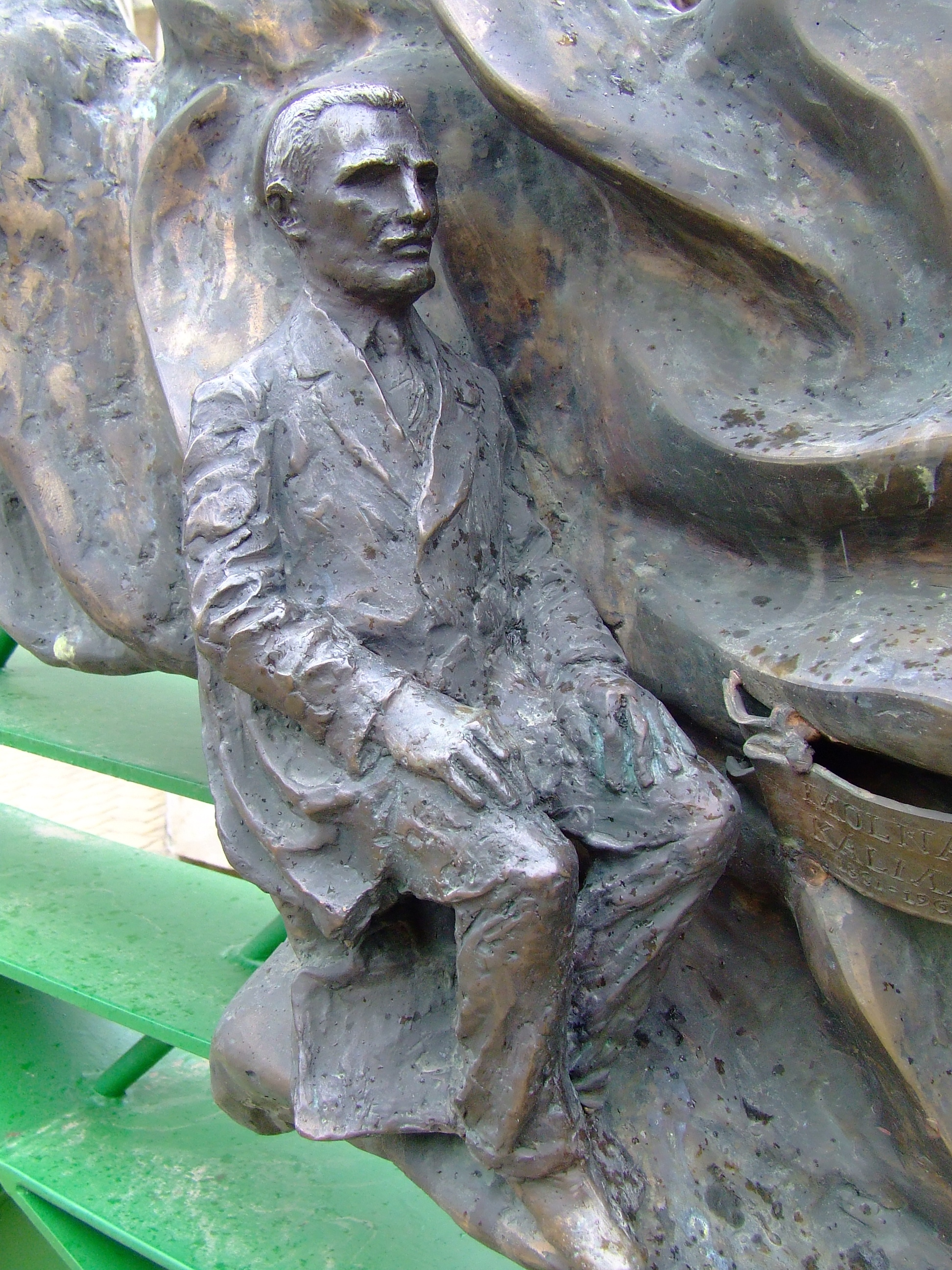
Molnár Kálmán portréja a Pécsi Tudományegyetem díszkapuján. Trischler Ferenc szobrászművész alkotása.

Molnár Imre jogakadémiai tanár és Horváth Anna fiaként született. 1899-ben érettségizett a nagyváradi premontrei gimnáziumban, majd a nagyváradi jogakadémia és a Budapesti Tudományegyetem hallgatója volt. 1903-ban jogi, 1904-ben államtudományi doktori oklevelet szerzett, majd a berlini és a Heidelbergi Egyetemen, valamint 1905 és 1906 között a párizsi tudományegyetemen tanult. 1907-től 1914-ig az egri érseki jogakadémián volt a magyar közjog nyilvános rendes tanára, 1911-ben magántanári képesítést szerzett.
Az első világháború alatt a körülzárt Przemyśl várában harcolt, majd 1915-ben orosz hadifogságba került, ahonnan 1918-ban tért haza és ismét az egri jogakadémia tanára lett. 1921 és 1925 között Heves vármegye tiszteletbeli főjegyzője volt, majd 1925-ben a pécsi Erzsébet Tudományegyetemen lett a magyar közjog nyilvános rendes tanára. 1923-tól a Jogakadémiai Tanárok Országos Egyesületének és az egri Gárdonyi Társaság alelnöke volt, utóbbinak 1926-ban tiszteletbeli tagja lett. 1927-ben a Szent István Akadémia rendes tagjává választották.
1929-től 1930-ig, valamint 1941 és 1942 között a pécsi egyetem Jog- és Államtudományi Karának dékánja volt. 1942-ben a Magyar Tudományos Akadémia levelező tagjává választották. 1944-ben a nyilasok a nagykanizsai internálótáborba hurcolták, majd kiszabadulása után a Polgári Demokrata Párt (PDP) képviselőjeként az Ideiglenes Nemzetgyűlés tagja volt. 1944-től 1947-ig a PDP politikai bizottságának is tagja volt. 1945-ben a Pázmány Péter Tudományegyetemen a magyar alkotmányjog nyilváos rendes tanára lett, ekkor értékes könyvtárát a pécsi egyetem közjogi szemináriumának adományozta. 1949-ben nyugdíjazták. Ugyanebben az évben az MTA tanácskozó tagja lett, azaz megfosztották levelező tagságától.
Közíróként és jogtudósként főleg a magyar alkotmányfejlődés történetével, a magyar jogfolytonosság és a Szent Korona-tan kérdéseivel foglalkozott. Konzervatív és legitimista nézeteket képviselt, az 1930-as évektől kezdve sokszor felszólalt az erősödő szélsőjobboldali mozgalmakkal és az antiszemitizmussal szemben, ellenezte a zsidótörvényeket. Főleg a szentkoronatannal kapcsolatos felfogása miatt szembe került Eckhart Ferenc polgári történelmi szemléletével is.
1961-ben hunyt el Budapesten. Halála után, 1989-ben az MTA visszaállította levelező tagságát. A budapesti Farkasréti temetőben nyugszik, sírját 2004-ben védetté nyilvánították.

## Főbb művei
- Esküdtszékünk (Nagyvárad, 1903)
- Kormányrendeletek (Eger, 1911)
- Döntvényeink jogi természete (Eger, 1913)
- Alkotmányos jogrendünk és a közjogi provizórium (Pécs, 1926)
- Magyar közjog (I – II., Pécs, 1926 – 28)
- A szentkorona-tan kifejlődése és mai jelentősége (Pécs, 1927)
- A szentkorona jegyében (Pécs, 1931)
- A magyar jogszemlélet néhány alapvonása (Pécs, 1932)
- A főkegyúri jogról (Miskolc, 1932)
- Államelméletek lecsapódásai a tételes alkotmányjogban (Budapest, 1932)
- Összegyűjtött kisebb tanulmányai és cikkei (I – II., Pécs, 1933)
- Alkotmányjogi reformjaink az 1937. és 1938. években (Pécs, 1938)
- Mentelmi jogunk jogalapja és kodifikálása (Magyar Jogászegyleti Értekezések, 1938)